# Nina Antonowna Botscharowa
Nina Antonowna Botscharowa (russisch Нина Антоновна Бочарова; * 24. September 1924 in Supruniwka, Oblast Poltawa, Ukrainische SSR; † 31. August 2020) war eine sowjetische Turnerin. Sie trat für den Verein Stroitel Kiew an und debütierte auf nationaler Ebene im Jahre 1948. Den Höhepunkt ihrer Karriere erlebte Botscharowa Anfang der 1950er-Jahre. Bei den Olympischen Spielen 1952 in Helsinki errang sie neben zwei Gold- auch drei Silbermedaillen. Bei den zwei Jahre darauf stattfindenden Weltmeisterschaften im Gerätturnen in Rom konnte sie mit der Mannschaft den Mehrkampfsieg wiederholen. Im Anschluss an das Turnier beendete sie nach nur sechs Jahren ihre aktive Sportlaufbahn.
Als im Jahre 2004 der olympische Fackellauf für die Olympischen Spiele 2004 in Athen durch die Ukraine verlief, war Botscharowa dort eine von zahlreichen Fackelträgern. Im Mai 2015 wurde sie Ehrenbürgerin der Stadt Kiew.